# Kunes
Kunes (nordsamiska: Gussanjárga) är en by i Lebesby kommun i Finnmark fylke i norra Norge. Byn ligger vid fylkesväg 98, längst inne vid Storfjorden, en arm av Laksefjorden. Här finns Kunes kapell.